# Super Bowl XXXVIII
Super Bowl XXXVIII var den 38. Super Bowl i NFL. Kampen blev spillet den 1. februar 2004 på Reliant Stadium i Houston, Texas som afslutning på 2003 sæsonen.
AFC mestrene New England Patriots besejrede NFC mestrene Carolina Panthers, 32–29, da Adam Vinatieri sparkede et 41-yard field goal med 4 sekunder tilbage.
New Englands quarterback Tom Brady blev udnævnt til Mest værdifulde spiller for anden gang på tre år.
Selv om det ikke var en del af selve kampen fandt et af de mest diskuterede øjeblikke sted under showet i pausen mellem første og anden halvleg. Under showet blottede Janet Jackson sit ene bryst under en optræden med Justin Timberlake.
| NFL | Spire Denne artikel om NFL er en spire som bør udbygges. Du er velkommen til at hjælpe Wikipedia ved at udvide den. |